# Jaguar Mark V

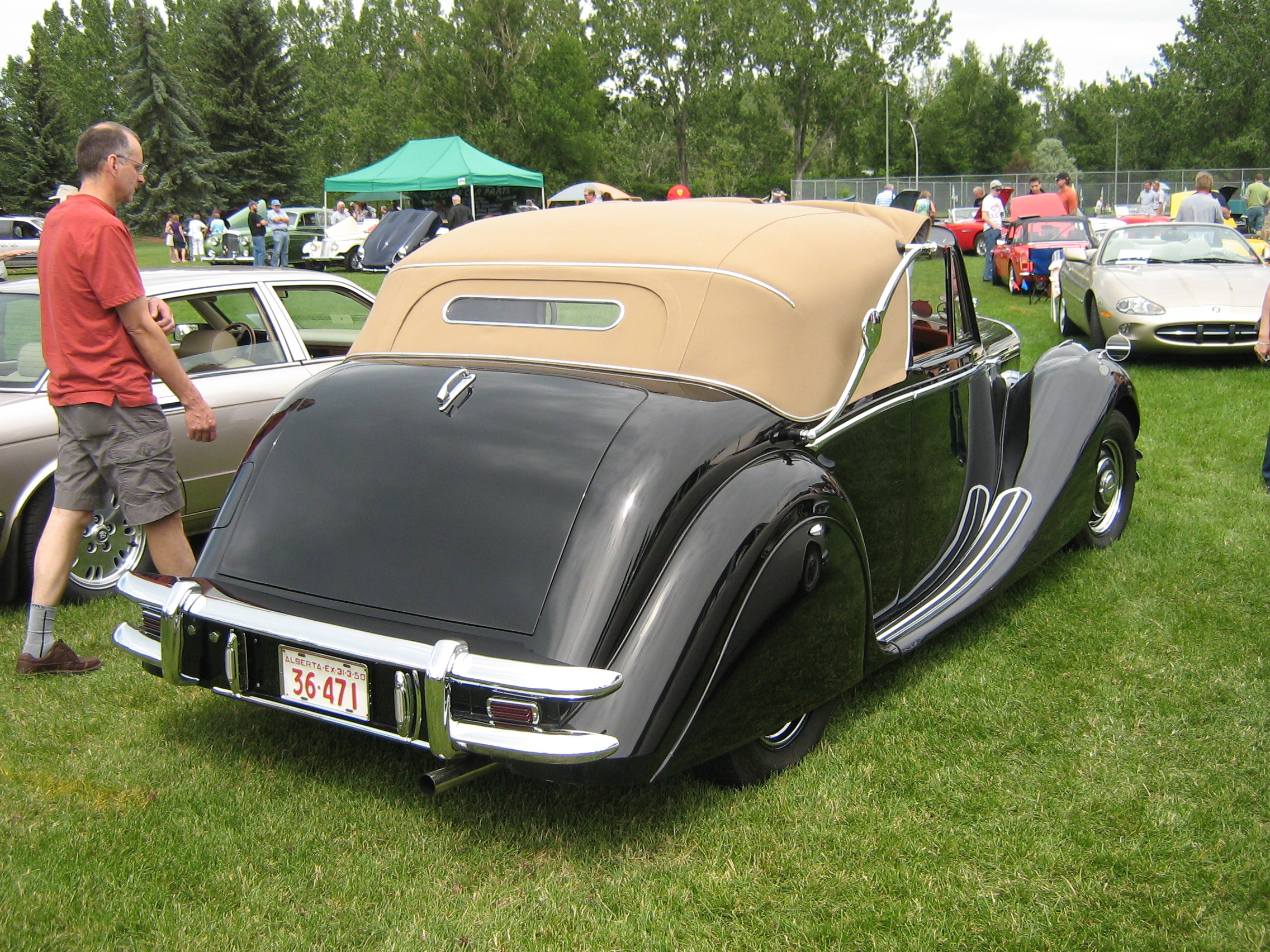
Mark V Drophead Coupé (Cabriolet)

Der Jaguar Mark V war ein PKW der Oberklasse, den Jaguar 1948 als Nachfolger für die Limousinen der Modelle 2 ½ Litre und 3 ½ Litre auf den Markt brachte.
Der Jaguar Mark V übernahm die Sechszylinder-Reihenmotoren der Vorgänger mit 2663 cm³ Hubraum und 102 bhp bzw. 3485 cm³ und 125 bhp. Über ein Viergang-Getriebe mit Mittelschaltung wurden die Hinterräder angetrieben. Die Höchstgeschwindigkeit lag bei 140 bis 150 km/h. Als erster Jaguar hatte der Mark V eine vollhydraulische Bremsbetätigung. Die Vorderräder waren einzeln an doppelten Dreieckslenkern mit hydraulischen Dämpfern und Drehstabfederung aufgehängt. Auch die Karosserie hatte sich gegenüber dem Vorgänger deutlich verändert: Die Scheinwerfer waren nicht mehr einzeln auf die Kotflügel montiert, sondern in diese integriert. Die Radausschnitte der Hinterräder waren zunächst verkleidet. Neben der Limousine wurde in beiden Leistungsklassen auch ein zweitüriges Cabriolet angeboten.
1951 wurde die Produktion eingestellt. Bis dahin waren 1674 Limousinen des 2 ½ Litre und 7828 des 3 ½ Litre gebaut worden  sowie weitere 29 bzw. 972 Cabriolets. Nachfolger war der Jaguar Mark VII.

## Produktionszahlen Jaguar Mark V
Gesamtproduktion 10.491 Fahrzeuge von 1948 bis 1951
|            | Jahr | 1948 | 1949  | 1950  | 1951  | Summe  |
| ---------- | ---- | ---- | ----- | ----- | ----- | ------ |
| Jaguar 3 ½ |      | 1    | 2.850 | 4.590 | 1.347 | 8.788  |
| Jaguar 2 ½ |      |      | 690   | 998   | 15    | 1.703  |
| Summe      |      | 1    | 3.540 | 5.588 | 1.362 | 10.491 |

Von den 29 Cabriolets mit 2½-Liter-Motor waren 12 Fahrzeuge mit Linkslenkung und 17 mit Rechtslenkung. Diese Fahrzeuge stammen alle aus dem Jahr 1950. Bei den 1674 Limousinen mit 2½-Liter-Motor waren 186 Linkslenker und 1488 Rechtslenker. Bei den 972 Cabriolets mit 3½-Liter-Motor war die Aufteilung 577 Linkslenker und 395 Rechtslenker. Bei den 3½-Liter-Limousinen wurden 1897 als Linkslenker und 5918 als Rechtslenker gebaut.